# Висоцька культура

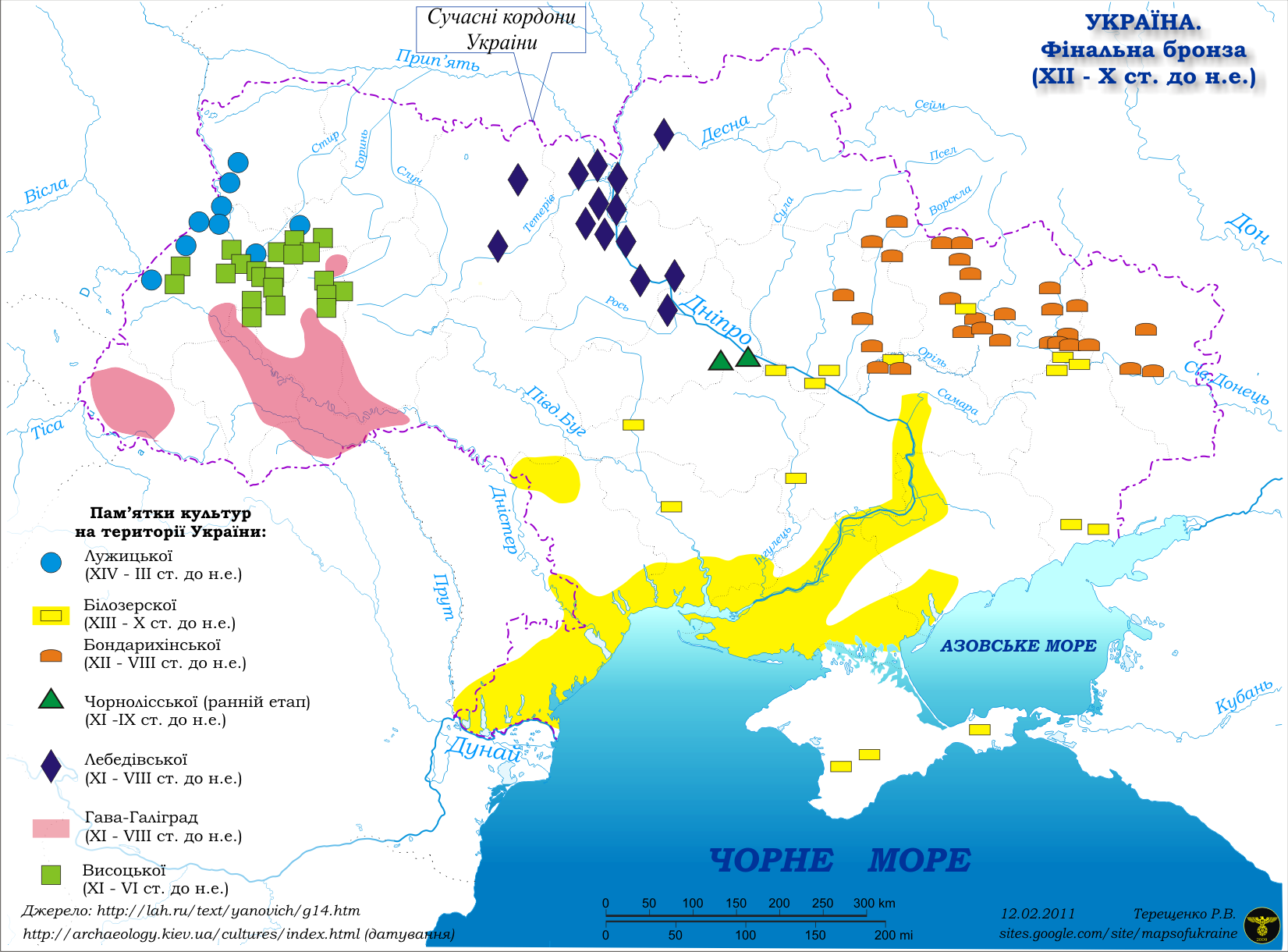

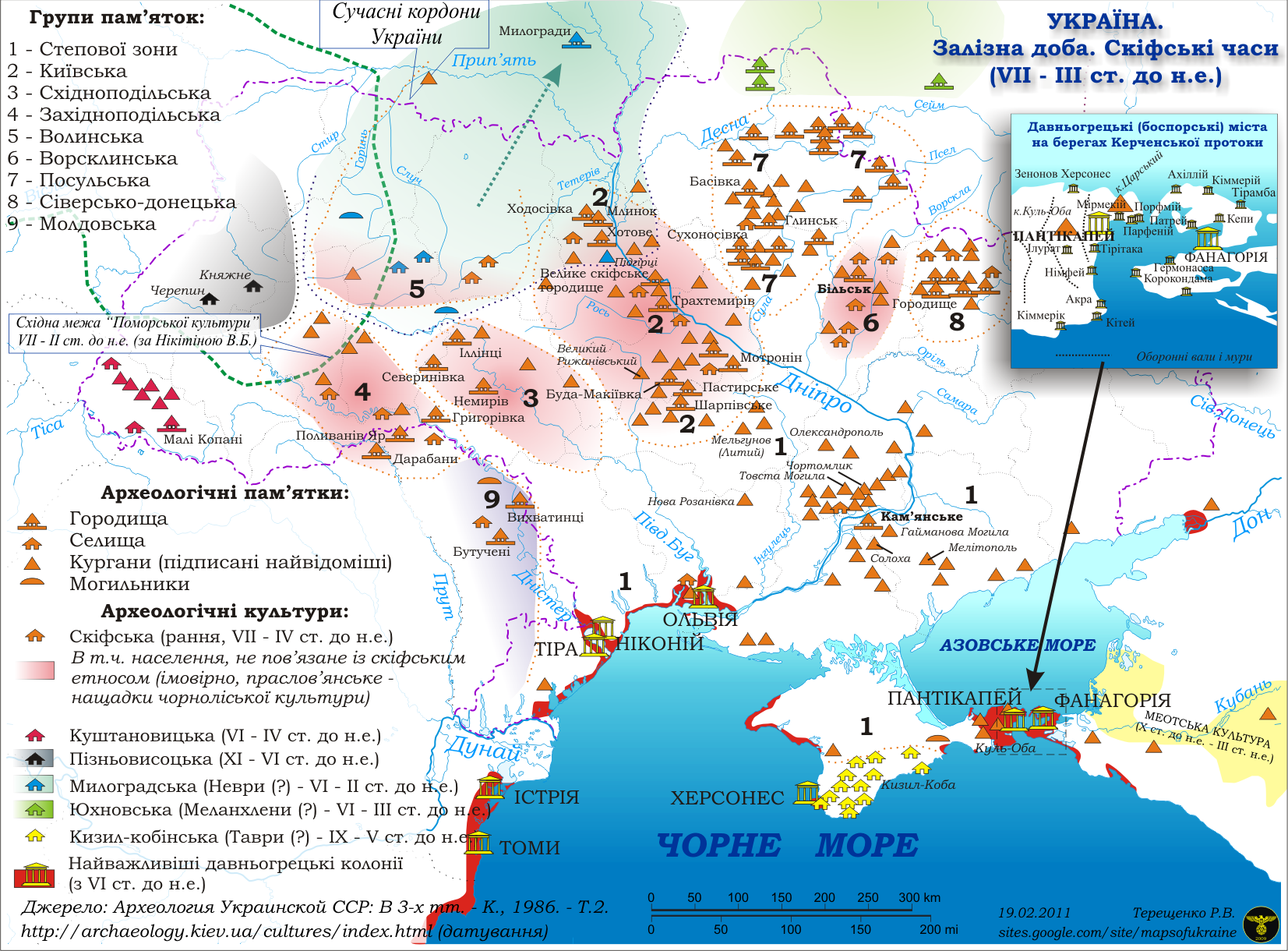
Пізньовисоцька культура на 600 рік до Р.Х.

Висóцька культýра — археологічна культура, що належить до 1100—600 рр. до н.е.
Займала невеликий простір у Тернопільській області й частково на Львівщині в верхів'ях Західного Бугу й верхніх притоків Прип'яті.
Назва походить від Висоцького могильника біля села Висоцько, Бродівського району Львівської області.
Відкрив у 1895 р. Ісидор Шараневич.
Кінець культури збігається з початком скіфського часу.
Дослідники: М. Грушевський, Т. Сулімірський, Л. Крушельницька, М.Бандрівський.

## Опис
- Поселення — відкриті селища на прирічкових дюнах і над заплавами.
- Житлами служили невеликі чотирикутні землянки. На Ріпневському поселенні у Львівській області в землянці були виявлені залишки невеликої склепінної печі, зробленої на прутяному каркасі. На поселенні Почапи Золочевського району зустрінуті уламки якихось ливарних форм.
- З кінця 90- х років 19 сторіччя особливо відомі могильники Висоцький і Луговський біля села Чехи Львівської області. У першому з них досліджено 300 поховань, а всього їх у цьому могильнику повинно бути близько 1000. Ґрунтовий, без зовнішніх ознак могильник розташовується на пагорбі, серед заболоченої місцевості. Могильні ями йшли рядами по лінії схід-північно-схід — захід-південно-захід, тобто майже широтно. У ям не збереглося слідів яких-небудь перекриттів. У них з лежать частіше витягнутими на спині, головою на південь. У вигляді рідкісних винятків зустрічається скорчене положення кістяків на боці. Із загальної кількості розкопаних поховань трупоположення становлять до 90 %, близько 10 % — повні трупоспалення. У нечисленних випадках кремації попіл похованого по більшій частині клали прямо в могилу. Значно рідше застосовувалися урни. Досить часто зустрічаються парні поховання. Найчастіше у даній культурі парними є поховання чоловіка та жінки або матері та дитини. У деяких парних похованнях чоловіка та жінки руки померлих  були складені разом, а в одному випадку чоловік та жінка лежать в обіймах один одного. Імовірно, тут ми маємо справу з насильницьким умертвінням жінок, що свідчить про особливе положення чоловіків у Висоцькій родині. Бувають нечисленні сімейні поховання, коли в одній ямі поховані разом трохи дорослих і дітей.

У Красненському кургані, виявлені у ньому трупоположення із західною й східною орієнтацією голови похованих. В наявності насипу й в орієнтації поховань вбачається скіфський вплив.
- Інвентар — найбільше відомі посудини, з яких окремі використані як урни. Досить можливо, що нерідко зустрічаються мініатюрні сосудики служили для якихось ритуальних цілей. Рідше знаходять бронзові або залізні прикраси, дрібні знаряддя праці або зброя. Серед предметів відомі ще кам'яні знаряддя, іноді дуже оригінальних форм. У похованнях немає мечів або кинджалів.

## Зброя
Один раз у Висоцькому могильнику зустрінутий залізний наконечник списа з пером лавролистної форми. Унизу пера, по сторонах ребра, є по невеликому отвору. Найближчою аналогією можуть служити два наконечники списів з поховання чорноліської культури в с. Бутенки Полтавської області, що добре датується 710—690 рр. до РХ.
Якусь роль грали лук і стріли. У ранній час одиничні бронзові двулопастні наконечники з довгою втулкою. Зустрічаються й крем'яні наконечники з гарною ретушшю, їх ще досить багато.
У пізніших похованнях, зокрема Висоцького могильника, неодноразово зустрінуті скіфські бронзові наконечники стріл, іноді трилопатеві, часом з додатковим шипом. Всі вони не пізніше 600—500 рр. до РХ.
Камінь ще досить широко використовували. Свердлені клиноподібні сокири, кулясті булави, циліндричні, відмінно шліфовані молотки застосовували в рукопашній сутичці.
У чоловічих похованнях зустрічаються також залізні й бронзові знаряддя праці. Відоме невелике ковадло, плоска залізна сокирка з бічними виступами (втім, вона могла, як це було в скіфів, служити теслом і навіть мотикою), бронзові довгасті кельти, втульчаті литі долота. Ножі із заліза зі злегка вигнутою спинкою й вузьким її черешком, що продовжує, досить близько нагадувати чорноліскі. Серед них є ножі зі злегка піднятим вістрям гальштатского типу. Перерахований інструментарій указує на ливарну й ковальську справу, а також на значний розвиток деревообробної майстерності.
Знайдено бронзові серпи із пластинчастим черешком і крем'яні серпи у вигляді вигнутих ножів. Разом з одиничними зернотертками тільки вони й дозволяють судити про землеробство. Про застосування плуга відомостей немає.

## Прикраси
Прикраси вживали не тільки жінки, але й чоловіка, тому що деякі види їх зустрінуті в чоловічих похованнях. До їхнього числа насамперед ставляться гривні й нагрудні шпильки для зашпиливання плащів. З головних прикрас відомі гладкі незамкнуті скроневі кільця у вигляді дуже неповної спіралі з конічними шишечками на кінцях, а також звичайні цвяхоподібні раннього скіфського типу із широким капелюшком і тонким спіральним стерженьком. Гривні минулого або масивні, або дуті. Перші на обох кінцях мають петельки для зав'язок. Ці петельки представляють або просто завиток з тонких кінців обруча, або трубочки з розкутих у трикутну пластинку кінців. Є ребристі гривні із чотиригранного крученого дроту. Інші гривні ромбічні в перетині й гладкі. Дуті гривні не мають ніяких вушок, товсті, суцільно покриті досить складним нарізним орнаментом, що складається з поперечних і поздовжніх ліній, зиґзаґів і ін.. До гривень і інших прикрас нерідко привішені бронзові кільця із чотирма виступами, іноді у вигляді наскрізних кружечків. Привески із бронзової пластинки мають часом форму трапеції, загорненої зверху у вушко, до того ж прикрашеної пунктирним орнаментом. Ці привески застосовували й у ряді інших випадків. Браслети робили із бронзи й заліза. Одні з них були суцільними. Інші мали незамкнуті, що знаходять один на одного або щільно зведені кінці. Браслети або гладкі, або покриті поперечними насічками, або прикрашені овальними опуклостями. Зрідка зустрічаються спіральні браслети в 4 — 5 витків. Вони, як і деякі незамкнуті браслети, зроблені із пластинок. Нагрудні шпильки менш різноманітних, але в цілому загальних для різних одночасних культур форм. Відомі шпильки з одновитковою голівкою, іноді з реберчатим крученим верхом стрижня, із цвяхоподібною і конічною голівкою, з голівкою у вигляді великої плоскої однобічної спіралі й, нарешті, зі стовщенням або чотирма опуклостями трохи нижче голівки. Останній тип — самий ранній, він запозичений з угорського гальштата або з культури Ноа. Поряд з нагрудною шпилькою не дуже звичайні, але все-таки зрідка зустрічаються очкові спіральні фібули.
Придивившись до прикрас, неважко побачити, що гривні й браслети при значній подібності з гальштатським й лужицькими в деяких деталях і орнаментиці оригінальні; привески своєрідні, хоча трапецеподібні частково нагадують гальштатські, але за способом прикріплення більше подібні із чорноліським. Набір шпильок у відомій мірі подібний і з лужицькими, і із чорноліськими, і зі скитськими. Шпильки з великою спіральною голівкою ближче всього до лужицького. У цілому прикраси цієї досить бідної культури пов'язані із сусідніми культурами.

## Кераміка
Кераміка Висоцької культури є груба, лощена, частина її має ребро, розташоване завжди ближче до дна. Ці посудини представлені в основному двома формами: або із широким прямим устям, або з помітно відігнутим краєм. У посудин обох типів дуже невелике денце. Зрідка такі посудини постачені однією ручкою. Серед них є чимало мініатюрних. Звичайно, у поширенні у Висоцькій культурі цих форм посудин позначається значна частка лужицького впливу, як це бачать польські археологи. Але там гострореберність поширена багато ширше й зустрічається на посудинах різних форм. Разом з тим у Висоцьких племен зовсім не було в ході банкових горщиків лужицьких типів. Зате «тюльпаноподібні» посудини, тобто горщики з найбільшим розширенням біля середини й з розтрубом віночка при ледь-ледь наміченій шийці, ближче всього до білогрудівсько-чорноліської форми. Вони такі ж сірі або сіро-коричневі, грубі, лише зрідка підлощені. Орнаменти бідніші, ніж у чорноліських екземплярів. Часом вони згладжені зверху долілиць пальцями.
Миски просто розширюються догори, не маючи по більшій частині бортиків. Грубі або підлощені, вони не повторюють лужицьких. Інші з них мають отвори в дні й служили друшляками. Зустрічаються типи мисок ранньоскіфського часу із загнутим усередину краєм.
Чашки, або як їх нерідко називають «черпаки», звичайно напівсферичні, іноді злегка звужуються в шийці й мають стрічкову ручку. Ця форма наслідує найбільше чорноліську. Іноді серед посудин попадаються грушоподібні лощені, чорнуваті або бурі, інші з конічними виступами на плічках. Ці посудини цілком точно збігаються із чорноліськими й ранньоскитськими в лісостепу. Власне кажучи, сполучення з мисок, чашок і грушоподібних посудин у тих або інших варіантах — загальна ознака гальштатських, лужицьких, чорноліських і ранньоскитських за часом лісостепових комплексів посуду.
Як додаткові форми згадаємо невеликі посудини про двох-три горлечок, посудини у вигляді птахів на високій ніжці, ритони з ручкою й гостродонні кубки. Ці дві останні форми існують і в ранньоскитський час у дністровсько-Дніпровському культурному колі.